# Dean Brownlie
Dean Graham Brownlie (* 30. Juli 1984 in Perth, Australien) ist ein ehemaliger australischer Cricketspieler, der zwischen 2011 und 2017 für die neuseeländische Nationalmannschaft spielte.

## Kindheit und Ausbildung
Brownlie wuchs in Perth auf und qualifizierte sich für Neuseeland, da sein Vater in Christchurch geboren war. Dort spielte er unter anderem in der Jugendauswahl von Western Australia.

## Aktive Karriere
Brownlie ging im Jahr 2009 nach Neuseeland. Dort gab er sein First-Class-Debüt für Canterbury beim Plunket Shield 2009/10. Sein Debüt für die Nationalmannschaft folgte im Dezember 2010 bei der Twenty20-Serie gegen Pakistan. Dort konnte er zunächst nicht überzeugen und so folgte sein Test-Debüt ein Jahr später in Simbabwe. Dort gelang ihm ein Fifty über 63 Runs. Daraufhin wurde er für die Test-Serie in Australien nominiert, wo ihm je ein Fifty (77* und 56 Runs) in den beiden Spielen gelang. Beim Gegenbesuch der simbabwischen Mannschaft im Februar 2012 absolvierte er auch sein ODI-Debüt. In der Serie erlitt er eine Fingerfraktur und musste die Tour abbrechen. Im Juni erhielt er einen Vertrag mit dem neuseeländischen Verband. Er verlor seinen Platz im ODI-Kader und konzentrierte sich aufs Test-Cricket. Hier konnte er im Januar 2013 in Südafrika beim ersten Test ein Century über 109 Runs aus 186 Bällen erzielen, die Innings-Niederlage damit jedoch nicht verhindern. Im zweiten Spiel der Serie folgte ein Fifty über 53 Runs. Nachdem er nicht bei Touren gegen und in England überzeugt hatte, verlor er auch seinen Platz im Test-Team.
Im Juni 2014 wechselte er zu den Northern Districts. Daraufhin kam er in der Saison 2014/15 zurück ins Nationalteam und absolvierte ODI-Serien gegen Südafrika und Pakistan. Jedoch verlor er noch vor dem Cricket World Cup 2015 wieder seinen Platz im Kader. Als sich Martin Guptill im Januar 2017 verletzte, kam Brownlie für ihn wieder zurück ins ODI-Team und erzielte gegen Australien ein Fifty über 63 Runs. Doch eine schwache sich anschließende Serie gegen Südafrika bedeutete das Ende seiner Nationalmannschaftskarriere. Seine nationale Karriere beendete er nach der Saison 2020/21.

## Nach der aktiven Karriere
Nach seinem Rücktritt betätigte er sich als Trainer, erst in den Northern Districts und dann als Batting-Coach der Nationalmannschaft. Kurz darauf fungierte er auch als Batting-Coach der neuseeländischen Frauen-Nationalmannschaft.